# Kamina (plaats)
Kamina is een stad in Congo-Kinshasa en is de hoofdplaats van de provincie Haut-Lomami. Kamina telt ongeveer 115.600 inwoners (schatting MONUC, 2004). Bij de laatste volkstelling van 1984 telde het 62.789 inwoners.
Kamina vormt een centrum voor de spoorwegen en er bevinden zich verder een aantal fabrieken en centra voor de verwerking van landbouwproducten (met name katoen, tabak en groenten). De stroomvoorziening komt grotendeels van een stuwdam in de nabijgelegen rivier Lovoi (zijrivier van de Lualaba).

## Geschiedenis
Kamina werd eerste maanden van de onafhankelijkheid van Congo (1960) gebruikt als een centrum vanwaaruit interventies werden gepleegd. Later werd het gebruikt door als centrum voor de coördinatie van VN-operaties tijdens de Congocrisis, die werd veroorzaakt door de opvolging van de Staat Katanga (1960–1963).
Momenteel bevindt zich in de stad een centrum voor de 'brassage' ("vermenging") van de diverse fracties uit de Congolese Burgeroorlog tot een nieuw Congolees leger.

## Vervoer
Vanuit de stad lopen drie lijnen van de Congolese spoorwegen naar het noordwesten (Kananga en Ilebo, door West-Kasaï), noordoosten (Kabalo en Kindu, incidenteel ook naar Kalemie) en zuidoosten (Likasi, Lubumbashi en Zambia, incidenteel ook naar Lobito in Angola).
Ook bevinden zich er twee vliegvelden; de burgerluchthaven Kamina en de militaire Vliegbasis Kamina (oosten; opgezet door de Belgen na de Tweede Wereldoorlog - in 1960 uitgerust met Fouga Magisters, in 1964 gebruikt voor de militaire operaties Rode en Zwarte Draak).
Ten oosten van de stad ligt ook de in 1977 opgezette Duitse OTRAG-testraketlanceerbasis Shaba North (Kapani Tonneo), die in 1979 na klachten van de Sovjet-Unie werd gesloten.
Sankuru · Bas-Uele · Kongo Central · Kwango · Kwilu · Mai-Ndombe · Kinshasa · Kasaï · Lulua · Kasaï oriental · Lomami · Maniema · Zuid-Kivu · Noord-Kivu · Ituri · Haut-Uele · Tshopo · Noord-Ubangi · Mongala · Zuid-Ubangi · Evenaarsprovincie · Tshuapa · Tanganyika · Haut-Lomami · Lualaba · Haut-Katanga